# دریم ماشین (مدل متن به ویدئو)
دریم ماشین (به انگلیسی: Dream Machine) یک مدل متن به ویدئو است که توسط استارتاپ Luma Labs ساخته شد و در ۱۲ ژوئن ۲۰۲۴ منتشر شد. این مدل بر اساس درخواست‌های کاربر، ویدئو یا تصاویر ثابت خروجی می‌دهد. دریم ماشین بخاطر ارائه انیمیشین روان و واقعی مورد توجه قرار گرفته در حالی که برخی از منتقدان به عدم شفافیت در مورد داده‌های آموزشی آن اشاره کرده‌اند. پس از انتشار این مدل، کاربران در شبکه‌های اجتماعی ویدئوهای متحرکی از میم‌های اینترنتی را ایجاد کردند.

### ویژگی‌های کلیدی دریم ماشین
دریم ماشین از معماری‌های پیشرفته هوش مصنوعی و یادگیری عمیق برای تولید ویدئوهای واقع‌گرایانه استفاده می‌کند. برخی از ویژگی‌های برجسته این مدل شامل موارد زیر است:
- تولید ویدئوهای روان و طبیعی: یکی از نقاط قوت این مدل، توانایی آن در تولید فریم‌های هموار و حرکات طبیعی است که آن را از سایر مدل‌های مشابه متمایز می‌کند.
- ایجاد تصاویر ثابت و ویدئویی: دریم ماشین می‌تواند نه‌تنها ویدئوهای کوتاه بلکه تصاویر ثابت با کیفیت بالا نیز تولید کند.
- تعامل ساده با کاربران: کاربران می‌توانند با وارد کردن توضیحات متنی، ویدئوهای دلخواه خود را ایجاد کنند.
- پشتیبانی از سبک‌های مختلف بصری: این مدل قادر است سبک‌های گوناگونی از جمله واقع‌گرایانه، کارتونی و فانتزی را در ویدئوها اعمال کند.
- قابلیت شخصی‌سازی بالا: کاربران می‌توانند جزئیات دقیق‌تری مانند رنگ، نورپردازی و حرکت اشیا را تنظیم کنند.

### کاربردهای دریم ماشین
مدل‌های متن به ویدئو مانند دریم ماشین می‌توانند در زمینه‌های مختلفی مورد استفاده قرار گیرند:
- تولید محتوای دیجیتال و تبلیغات: برندها و تولیدکنندگان محتوا می‌توانند بدون نیاز به تیم‌های بزرگ تولید ویدئو، محتوای جذاب و سفارشی‌سازی‌شده ایجاد کنند.
- صنعت سینما و انیمیشن: دریم ماشین می‌تواند به کارگردانان و انیماتورها کمک کند تا به‌سرعت ایده‌های خود را به ویدئوهای اولیه تبدیل کرده و فرآیند تولید را تسریع کنند.
- آموزش و یادگیری: ایجاد ویدئوهای آموزشی به‌صورت خودکار می‌تواند تجربه یادگیری را جذاب‌تر و دسترس‌پذیرتر کند.
- بازی‌سازی: توسعه‌دهندگان بازی می‌توانند با کمک این فناوری، سکانس‌های سینمایی و انیمیشن‌های پویا را بدون نیاز به مدل‌سازی سه‌بعدی پیچیده تولید کنند.
- شبکه‌های اجتماعی و سرگرمی: کاربران می‌توانند به‌راحتی محتوای خلاقانه‌ای مانند میم‌های متحرک و کلیپ‌های شخصی‌سازی‌شده ایجاد کنند.

### واکنش‌ها و انتقادات
پس از انتشار دریم ماشین، کاربران در شبکه‌های اجتماعی شروع به تولید ویدئوهای متنوعی کردند. از جمله این ویدئوها، میم‌های اینترنتی متحرک بودند که با استفاده از این مدل جان تازه‌ای گرفتند و به‌شدت مورد استقبال قرار گرفتند.
با این حال، برخی از منتقدان به عدم شفافیت در مورد داده‌های آموزشی این مدل اشاره کرده‌اند. این نگرانی وجود دارد که مدل‌های این‌چنینی از داده‌های تحت حق کپی‌رایت یا مجموعه‌های اطلاعاتی نامشخص برای آموزش استفاده کنند، که می‌تواند منجر به چالش‌های حقوقی و اخلاقی شود.

### آینده‌ی مدل‌های متن به ویدئو
با توجه به پیشرفت‌های سریع در حوزه هوش مصنوعی و یادگیری ماشینی، مدل‌های متن به ویدئو مانند دریم ماشین احتمالاً در آینده نقش بزرگی در صنعت تولید محتوای دیجیتال، بازی‌سازی، تبلیغات و سینما ایفا خواهند کرد. این فناوری می‌تواند فرآیند تولید ویدئو را سریع‌تر، مقرون‌به‌صرفه‌تر و در دسترس‌تر کند.
با این وجود، چالش‌های مرتبط با حقوق مالکیت معنوی، استفاده‌ی اخلاقی و کنترل کیفیت محتوا همچنان مطرح هستند و نیاز به قوانین و سیاست‌گذاری‌های دقیق‌تری خواهند داشت.
نتیجه‌گیری دریم ماشین گامی مهم در تکامل مدل‌های متن به ویدئو محسوب می‌شود و توانسته نشان دهد که هوش مصنوعی تا چه حد می‌تواند بر دنیای تولید محتوا تأثیر بگذارد. در حالی که مزایای این فناوری قابل توجه است، نباید از چالش‌های احتمالی آن نیز غافل شد. آینده این فناوری، وابسته به نحوه‌ی مدیریت این چالش‌ها و میزان پیشرفت در توسعه‌ی مدل‌های مسئولانه‌تر و شفاف‌تر خواهد بود.